# Pará-oropendola
De Pará-oropendola (Psarocolius bifasciatus) is een zangvogel uit de familie Icteridae (troepialen).

## Verspreiding en leefgebied
Deze soort telt 3 ondersoorten:
- P. b. yuracares: zuidoostelijk Colombia, zuidelijk Venezuela, westelijk amazonisch Brazilië en oostelijk Bolivia.
- P. b. neivae: het noordelijke deel van Centraal-Brazilië bezuiden de Amazonerivier.
- P. b. bifasciatus: noordoostelijk Brazilië bezuiden de Amazonerivier.